# Melanija
Melanija je žensko osebno ime.

## Izvor imena
Ime Melanija izhaja iz grškega imena Μελανια (Melania) in se ga lahko razlaga iz grškega pridevnika μελας (melas), v rodilniku μελανoς (melanos), v pomenu »črn, temen; čemeren, mračen, žalosten; grozen, strašen« ali iz μελανια (melania) v pomenu »črnoba, črn oblak, črna pega«. Ime se je prvotno nanašalo na barvo kože ali las.

## Različice imena
Lana, Melana, Melani, Melania, Melanie, Melanja 

## Tujejezikovne različice imena
- pri Angležih: Melanie
- pri Čehih: Melánie, skrajšano Mel, Mel(k)a, manjšalno Malenka, Meluška
- pri Italijanih, Poljakih: Melania

## Pogostost imena
Po podatkih Statističnega urada Republike Slovenije je bilo na dan 31. decembra 2007 v Sloveniji število ženskih oseb z imenom Melanija: 182.

## Osebni praznik
V koledarju je ime Melanija zapisano 31. decembra (Melanja, opatinja, † 31. dec. 439).